# 出發囉大叔
出發囉大叔是活躍於1987年至1994年間的美國另類鄉村樂團，來自伊利諾州貝爾維爾。主要成員包括吉他手傑·法勒、貝斯手傑夫·崔迪和鼓手麥克·海多恩。三人為獨立廠牌Rockville Records錄製了三張專輯，之後與Sire唱片簽約，樂團並擴大到五人。在樂團的第四張專輯發行後不久，法勒因與崔迪的關係惡化而決定離開樂團。出發囉大叔在完成告別巡演後於1994年解散。解散後，法勒與海多恩組成了Son Volt，而其餘成員則組成威爾可合唱團。
儘管出發囉大叔在取得商業成功之前就解散了，但卻對另類鄉村音樂界帶來長遠的影響。樂團於1990年錄製發行的首張專輯《再會吧！鬱卒》成為此音樂類型的代名詞。出發囉大叔從不同的流派中汲取靈感，塑造了與當時主流鄉村音樂不同的風格，例如分鐘人樂團的硬核龐克，以及卡特家族、漢克·威廉斯的鄉村樂器與和聲。法勒和崔迪的歌詞經常提到貝爾維爾的工人階級以及美國中部。

## 歷史

### 前身
1980年代初，傑·法勒與他的兄弟韋德·法勒（Wade Farrar）和戴德·法勒（Dade Farrar）一起在伊利諾州貝爾維爾的車庫樂團The Plebes中演奏。他們想要參加樂團之戰比賽，但還需要另一名高中生成員一起表演，於是他們邀請了傑·法勒的高中好友傑夫·崔迪加入樂團並與他們一起表演。對樂團風格走向的不同看法，導致了崔迪和戴德·法勒之間的緊張，兩個月後戴德·法勒便離開了樂團。
1984年離開樂團前，戴德·法勒將樂團成員介紹給了他女友的弟弟麥克·海多恩；海多恩隨即加入樂團擔任鼓手。The Plebes後以1965年迷幻搖滾樂團The Groupies的歌曲，改名為The Primitives。由於龐克搖滾在聖路易斯地區不受歡迎，The Primitives開始以快節奏演奏以藍調為主的車庫搖滾。韋德·法勒是樂團的主唱，但因大學和入伍的緣故無法花很多時間在樂團上。1987年，為了避免與同樣名為The Primitives的成功英國樂團混淆，他們決定再次更名為出發囉大叔（Uncle Tupelo）。雖然The Primitives時期他們僅翻唱1960年代的歌曲，但三人決定採取新方式，以新名字創作自己的音樂。

### 早期職涯
出發囉大叔（Uncle Tupelo）名稱源於樂團成員朋友查克·瓦格納 （Chuck Wagner） 繪製的角色，這兩個字是從字典裡隨機挑選出來的，根據這個名字，瓦格納畫了一個又老又胖的貓王──他即出生於圖珀洛（Tupelo）。三人以一卷包含四首歌曲的樣本唱片，得到了在其他藝人的音樂會上演出的機會。 崔迪在聖路易斯的唱片行打工時認識了東尼·馬格利特（Tony Margherita）。在參與兩場演出後，他主動提出成為樂團的經紀人。出發囉大叔開始在聖路易斯的酒吧西塞羅地下室定期演出。擁有類似風格的樂團經常在此演奏，例如布萊恩·亨尼曼的。
1989年，出發囉大叔錄製了示範帶《Not Forever, Just for Now》，包括歌曲和等後來出現在他們第一張錄音室專輯中的幾首歌曲。大學媒體期刊新音樂報導對錄音給予正面評價，並將出發囉大叔稱為「年度最佳未簽約樂團」。這項榮譽吸引了獨立唱片公司的注意，隨後樂團決定與獨立廠牌巨人唱片公司簽約。在解釋這一決定時，樂團表示：「我們最初的目標不會因獨立公司而扭曲。」 

### 羅克維爾唱片公司時期
出發囉大叔簽約後不久，巨人唱片公司更名為羅克維爾唱片公司。樂團在羅克維爾的第一張專輯《再會吧！鬱卒》於1990年1月錄製。專輯的主題圍繞著他們在貝爾維爾的青少年生活，例如工廠的工作，和波斯灣戰爭徵兵。由於樂團對小恐龍的專輯《Bug》印象深刻，因此他們找來了保羅·科爾德里和席恩·史萊德擔任製作人。這張專輯於1990年6月發行，樂團在西塞羅地下室演奏了兩個晚上來慶祝。到了1991年3月，《再會吧！鬱卒》已售出約15000張，並在《滾石雜誌》的一篇有關新星的文章中得到專題報導。然而，羅克維爾唱片公司拒絕向樂團支付該專輯的任何版稅。
在巡迴空檔，法勒、崔迪和海多恩與布萊恩·亨尼曼一起組建了一支名為「咖啡溪」（Coffee Creek）的鄉村翻唱樂團。亨尼曼給樂團留下了深刻的印象，他被邀請擔任吉他技師和其他樂器演奏者。 1991年9月，樂團的第二張專輯《Still Feel Gone》發行，具有更強的聲音層次感，同樣由科爾德里和史萊德製作。然而樂團對專輯的製作感到失望，並決定停止與Kolderie和Slade二人的合作。
到了1992年，另類搖滾已經成為主流，以這種風格發行的專輯有望為樂團贏得主要唱片公司的唱片合約。然而作為對此的反抗，出發囉大叔決定演奏鄉村歌曲和民謠。R.E.M.的吉他手彼得·巴克找上了Uncle Tupelo，並為他們製作新專輯《March 16-20, 1992》，還不收取任何費用。亨尼曼在這張專輯中的重要性增加，他自學如何演奏曼陀林和布祖基琴。 《March 16-20, 1992》的銷量超過了他們之前兩張唱片的總和，即便如此，羅克維爾公司對它不符合當時流行的另類搖滾風格感到不滿。

### Sire唱片時期
《March 16-20, 1992》發行後，各大唱片公司開始對出發囉大叔表現出濃厚的興趣。1992年，樂團改與Sire唱片簽訂為期七年的合約，要求兩張專輯，並指定第一張專輯的預算為15萬美元。
大約在《March 16-20, 1992》錄製期間，鼓手麥克·海多恩在貝爾維爾一家報社找到了一份穩定的工作。此時樂團計畫至歐洲巡演，但海多恩決定留在貝爾維爾，並於1992年8月結婚。樂團為了《March 16-20, 1992》的宣傳巡演舉行鼓手試鏡，兩名候選人脫穎而出：比爾·貝爾澤和肯·庫默。樂團以貝爾澤代替海多恩，但他只在樂團待了六個月，在進行歐洲巡迴演出後，樂團又以用庫默代替了貝爾澤。樂團也嘗試了新成員： 取代了布萊恩·亨尼曼；則作為現場曼陀林和小提琴演奏家加入。斯特拉特成為全職貝斯手，讓崔迪可以用吉他演奏更多歌曲。
現在已有了五名成員的出發囉大叔於1993年初錄製了他們在Sire Records的首張專輯《Anodyne》。這張專輯售出了15萬張，並且是他們唯一進入《告示牌》最佳熱門發現榜的作品。樂團一直巡迴到當年年底，最後在紐約舉辦了一場門票全部售完的演唱會，因此Sire Records開始將樂團視為潛在的熱門樂團。

### 解散
在錄製《Anodyne》之前，隨著新成員的加入，法勒和崔迪的關係變得更加混亂，導致演出後發生爭吵。崔迪覺得新成員給了他為樂團做出貢獻的機會，但法拉爾對崔迪無憂無慮的態度十分不屑。1994年1月，法勒打電話給樂團經理托尼·馬格利特，告訴他離開樂團的決定。第二天，法勒和崔迪再次發生言語衝突。為了回報馬格利特在支持樂團運作上投入的金錢，法勒同意與樂團進行最後一次巡迴演出。巡迴演出兩週後，因為法拉爾拒絕在崔迪的任何歌曲中演唱和聲，二人再次起了衝突。出發囉大叔在巡迴演出期間受到柯南·歐布萊恩深夜秀的專訪，唱片公司要求樂團在節目中表演歌曲，這激怒了法勒，因為這首歌是由崔迪創作和演唱的。
1994年4月28日至5月1日，出發囉大叔舉行告別音樂會，分別於密蘇里州哥倫比亞及聖路易斯密西西比之夜各演出兩場。根據《河濱時報》的讀者投票，開玩笑地將樂團宣傳為「聖路易斯第四最佳鄉村樂團」。最後一晚，崔迪和法勒在音樂會上各表演了九首歌曲，樂團原成員的麥克·海多恩在安可時擔任鼓手

### 後續發展
在樂團最後一次演出後，崔迪組織了法勒外的出發囉大叔其餘成員，創立了威爾可合唱團（Wilco），三個月後，威爾可合唱團已經在錄音室錄製首張專輯《AM》了。法勒方面則成功說服麥克·海多恩離開貝爾維爾，加入他的新樂團Son Volt；法勒還邀請了吉米．博奎斯特（Jim Boquist），他能演奏多種樂器，曾在出發囉大叔的告別音樂會中擔任開場表演，博奎斯特又招募了他的兄弟戴夫（Dave），法勒的新四人組合於1994年11月開始錄製他們的首張專輯《Trace》。
2000年，法勒和崔迪起訴羅克維爾唱片公司，贏得了賠償以及出發囉大叔前三張專輯的共同版權。在取得版權後，樂團發行了選輯《89/93: An Anthology》。2003年，出發囉大叔重新發行了他們的前三張專輯，在訴訟之前，這些專輯的累計銷量已超過20萬張。

## 風格與影響
The Primitives樂團時期，崔迪和法勒深受雷蒙斯和性手槍等龐克樂團的影響，然而龐克搖滾在貝爾維爾和聖路易斯音樂界並不受歡迎，於是他們開始嘗試鄉村音樂。法勒經常創作有關美國中部的歌曲，他也受到寇特·馮內果和傑克·凱魯亞克等作家的影響。而崔迪則創作有關較主流的主題，例如人際關係。樂團的音樂風格主要是由崔迪和海多恩推動的。崔迪尤其受到分鐘人樂團的啟發，他表示硬核龐克和民間音樂是兩大影響他們的音樂類型。
咸認為出發囉大叔是第一個另類鄉村樂團之一，這種音樂類型融合了另類搖滾和鄉村音樂。英國廣播公司等一些媒體更暗示他們是該流派唯一的創造者，然而樂團成員們對此表示了異議，表示另類鄉村與根源搖滾等流派並無區別，他們並未開創新的流派。
出發囉大叔使用扭曲的吉他聲音演奏一種以真誠著稱的音樂風格，成為90年代現代搖滾的持久趨勢。一本重要另類鄉村期刊以他們首張專輯《No Depression》命名。由於專輯和這本期刊的影響，「No Depression」一詞成為另類鄉村的代名詞，尤其是受到龐克影響的樂團。
| “                        | 隨著1990年首張唱片《再會吧！鬱卒》的發行，來自伊利諾州貝爾維爾的三人樂團出發囉大叔不僅開啟了自己的生涯——融合了鄉村音樂的簡單和樸實，及龐克令人振奮的憤怒，更掀起了一場在整個美國地下獲得反響的革命。 | ” |
| ——Jason Ankeny，AllMusic | |   |

## 成員
| 姓名                             | 樂器             | 時間           |
| -------------------------------- | ---------------- | -------------- |
| 傑·法勒 （Jay Farrar）           | 人聲、吉他       | 1987年－1994年 |
| 傑夫·崔迪 （Jeff Tweedy）        | 人聲、貝斯、吉他 | 1987年－1994年 |
| 麥克·海多恩 （Mike Heidorn）     | 鼓組             | 1987年－1992年 |
| 比爾·貝爾澤 （Bill Belzer）      | 鼓組             | 1992年         |
| 肯·庫默 （Ken Coomer）           | 鼓組             | 1992年－1994年 |
| 馬克斯·約翰斯頓 （Max Johnston） | 小提琴、曼陀林   | 1992年－1994年 |
| 約翰·史特拉特 （John Stirratt）  | 貝斯、吉他       | 1992年－1994年 |

時間軸

## 作品列表
專輯
| 標題              | 發行時間      | 廠牌         |
| ----------------- | ------------- | ------------ |
| 再會吧！鬱卒 （） | 1990年9月27日 | 羅克維爾唱片 |
| Still Feel Gone   | 1991年9月17日 | 羅克維爾唱片 |
| March 16-20, 1992 | 1992年8月3日  | 羅克維爾唱片 |
| Anodyne           | 1993年10月5日 | Sire Records |

合輯
| 標題                | 發行時間      | 廠牌                   |
| ------------------- | ------------- | ---------------------- |
| 89/93: An Anthology | 2002年3月19日 | 哥倫比亞唱片/ 索尼音樂 |

### 腳註
1. 1 2  Ankeny, Jason. . AllMusic.   [May 29, 2007]. （原始内容存档于2023-05-22）.
2. ↑  Malone, Bill C.; Laird, Tracey. . University of Texas Press. 2018: 528. ISBN 978-1-4773-1535-4.
3. ↑  Ankeny, Jason. . AllMusic.   [August 8, 2021]. （原始内容存档于2023-04-06）.
4. 1 2  .   [2024-09-12].
5. ↑  Erlewine, Stephen Thomas author-link=Stephen Thomas Erlewine. . AllMusic.   [2006-05-31]. （原始内容存档于2010-11-13）.
6. ↑  Kot 2004，第10頁.
7. ↑  Kot 2004，第17頁.
8. 1 2 3  Kot 2004，第18頁.
9. 1 2 3 4  
Heidorn, Mike (2003). No Depression re-issue liner notes. Legacy Recordings.
10. ↑  Dechert, S. Renee. . PopMatters. April 22, 2002  [2024-08-31]. （原始内容存档于2010-10-21）.
11. 1 2  
Pick, Steve. . St. Louis Post-Dispatch. January 28, 1988.
12. ↑  Kot 2004，第23頁.
13. ↑  Kot 2004，第25–26頁.
14. ↑  Kot 2004，第29–30頁.
15. ↑  Kot 2004，第38頁.
16. ↑  Pick, Steve. . St. Louis Post-Dispatch. 1990-07-05.
17. ↑  Toroian, Diane. . St. Louis Sun. November 1989  [2024-08-31]. （原始内容存档于2021-02-24）. Last accessed June 8, 2007.
18. ↑  Blackstock, Peter. . Austin American-Statesman. January 23, 1991.
19. ↑  Kot 2004，第41–44頁.
20. 1 2  Kot 2004，第52頁.
21. ↑  Kot 2004，第48–49頁.
22. ↑  Eichenberger, Bill. . Columbus Dispatch. March 1, 1994.
23. ↑  Kot 2004，第59–60頁.
24. 1 2  Kot 2004，第66頁.
25. ↑  Kot 2004，第61頁.
26. ↑  Kot 2004，第63頁.
27. ↑  Eichenberger, Bill. . Columbus Dispatch. March 1, 1994.
28. ↑  Kot 2004，第71–73頁.
29. ↑  
Puls, Eric. . Chicago Sun-Times. November 6, 1992.
30. ↑  Kot 2004，第69頁.
31. ↑  Kot 2004，第75頁.
32. ↑  . Billboard. October 10, 1993.
33. ↑  Kot 2004，第79–80頁.
34. ↑  Kot 2004，第81–82頁.
35. 1 2  Kot 2004，第82–83頁.
36. ↑  Kot 2004，第84-85頁.
37. ↑  Kot 2004，第89–90頁.
38. ↑  Kot 2004，第72頁.
39. ↑  Kot 2004，第19頁.
40. 1 2  
Klein, Joe. . The New York Times. June 13, 2004  [June 8, 2007].
41. ↑  Ganahl, Jane. . San Francisco Chronicle. February 20, 2004. Last accessed June 8, 2007.
42. ↑  Kot 2004，第36–37頁.
43. ↑  . factorybelt.net.   [2024-08-31]. （原始内容存档于2023-11-18）.
44. ↑  Shea, Eric. . RealNetworks.   [June 8, 2007]. （原始内容存档于June 24, 2009）.
45. ↑  . BBC. （原始内容存档于June 11, 2007）..
46. ↑  Orr, Jay. . Country Music Television. March 19, 2002  [2024-08-31]. （原始内容存档于2022-08-15）.
47. ↑  Remz, Jeffrey. . countrystandardime.com. May 1996. （原始内容存档于September 2, 2007）. Last accessed June 8, 2007.
48. ↑  Borovik, Julie. . nadamucho.com. July 21, 2003  [2024-08-31]. （原始内容存档于2021-10-24）. Last accessed June 8, 2007.
49. ↑  Moon, Tom. . Rolling Stone. May 1, 2003. （原始内容存档于October 1, 2007）. Last accessed June 8, 2007.

### 文獻
- Goodman, David.  1st. 田納西州納什維爾: Dowling Press. 1999. ISBN 1-891847-03-1.
- Kot, Greg.  1st. 紐約: Broadway Books. 2004. ISBN 0-7679-1558-5.

## 外部連結
- Factory Belt: The Unofficial Uncle Tupelo Archives
- Postcard From Hell Mailing List （页面存档备份，存于）